# Сорокинский район
Соро́кинский райо́н — административно-территориальная единица (район) и муниципальное образование (муниципальный район) в Тюменской области России.
Административный центр — село Большое Сорокино.

## География
Территория района — 2,7 тыс. км². Сорокинский район расположен в юго-восточной части Тюменской области и относится к сельскохозяйственной зоне области. На севере район граничит с Вагайским районом, на востоке с Викуловским, на юге с Ишимским и Абатским районами, на западе с Аромашевским районом.
Рельеф спокойный, относительные превышения в черте района не менее 10-12 метров. На территории района характерен слабый дренаж, сильная заболоченность. Преобладающие грунты суглинистые и торфяные, во влажном состоянии труднопроходимые для транспортных средств.
Территория обладает значительными водными ресурсами. Их формируют реки, болота, и подземные воды. В районе насчитывается 8 малых рек с притоками (Ик, Яузяк, Черемшанка, Тиханиха, Лазариха Московка, Шумиха, Ворсиха). В них впадают ручьи и талые воды. Основная река Ик с направлением течения на северо-восток, река в основном снегового питания (интенсивное накопление весной и сильное обмеление летом). Имеется озеро Ремовое с площадью зеркала менее 1 км². Все реки не судоходные.
Район находится в лесостепной зоне, климат континентальный, отличается некоторым недостатком увлажнения и превышением испарения над осадками весной и в первую половину лета. Самые холодные месяца - январь и февраль со средней месячной температурой до -19 C° и абсолютным минимумом до -49 С°. Самый теплый месяц - июль со среднемесячной температурой +21 С° и максимумом до +40 С°.Устойчивые морозы наступают в середине ноября месяца и ослабевают в конце марта месяца. Средняя продолжительность морозов 136 дней. Снежный покров появляется в конце октября месяца: средняя высота снежного покрова за зиму - 29 см, средняя глубина промерзания почвы на 1 апреля - 190 см. Преобладающее направление ветров: южные - 19%, юго-западные - 21%, северные - 20%, наибольшая скорость их наблюдается с 25 апреля по 15 мая с порывами до 20-27 метров в секунду, среднегодовая скорость ветра - 4.4 метра в секунду. Ветры восточного направления более спокойные и несут с собой плохую погоду с осадками и метелями.
В районе расположен заказник регионального значения Северный (17 418 га).

## Население
| 2002    | 2009    | 2010    | 2011    | 2012    | 2013  | 2014    |
| ------- | ------- | ------- | ------- | ------- | ----- | ------- |
| 11 801  | ↘11 197 | ↘10 254 | ↗10 282 | ↘10 052 | ↘9980 | ↗10 035 |
| 2015    | 2016    | 2017    | 2018    | 2019    | 2020  | 2021    |
| ↗10 037 | ↘9954   | ↘9894   | ↘9692   | ↘9517   | ↘9403 | ↗9542   |

Численность населения Сорокинского района по состоянию на 01.01.2011 составляет 10282 человека. В том числе – 87 процентов русских, 3,1 процента казахов, 2,7 процентов немцев, 2,1 процента мордвы, есть украинцы, белорусы, чуваши, татары, коми-пермяки, азербайджанцы, чеченцы, поляки, башкиры и представители других национальностей. Плотность населения составляет 4,3 человек на 1 квадратный км.
В общей численности население в возрасте моложе трудоспособного составляет 19%, трудоспособном – 60,8%, старше трудоспособного – 20,2%. В сравнении со средними показателями по области в районе выше удельный вес населения в возрасте моложе трудоспособного (17,7%) и старше трудоспособного возраста (18%) и, соответственно, ниже в трудоспособном возрасте (64,3%).
Средняя продолжительность жизни в районе составляет 66 лет, в том числе среди мужчин 60 лет, женщин - 73 года.

## История
Сорокинский район образован на основании постановлений ВЦИК от 3 и 12 ноября 1923 года в составе Ишимского округа Уральской области из Большесорокинской, Вознесенской и Готопутовской волостей Ишимского уезда Тюменской губернии. Первоначально носил иное название: Большесорокинский район.
В состав района вошло 17 сельсоветов: Александровский, Большесорокинский, Ворсихинский, Готопутовский, Дмитриевский, Желнинский, Жидоусовский, Костылевский, Лыкошинский, Новониколаевский, Осиновский, Пинигинский, Преображенский, Рядовиченский, Стрельцовский, Тиханихинский, Чистяковский.
Постановлением президиума Уралоблисполкома от 1 апреля 1925 года район переименован в Сорокинский.
В 1925-1926 годах Костылевский сельсовет упразднён. В 1926-1927 годах образован Пегушинский сельсовет. 15 сентября 1926 года Большесорокинский сельсовет переименован в Сорокинский.
Постановлением ВЦИК от 1 января 1932 года — район упразднён. Ворсихинский, Готопутовский, Дмитриевский, Желнинский, Жидоусовский, Новониколаевский, Пегушинский, Преображенский, Тиханихинский и Чистяковский сельсоветы переданы в Викуловский район. Остальные сельсоветы переданы в Ишимский район.
Постановлением ВЦИК от 25 января 1935 года — район образован вновь в составе Омской области. В его состав вошли 17 сельсоветов, бывших в нём до упразднения, а также Алексеевский и Большекусерякский сельсоветы Аромашевского района, Знаменщиковский сельсовет Викуловского района, Казанский, Неволинский и Прокуткинский сельсоветы Ишимского района. 19 сентября 1939 года — упразднены Неволинский, Пегушинский, Рядовиченский и Чистяковский сельсоветы; Большекусерякский сельсовет передан в Аромашевский район.
- 14 августа 1944 года — передан в состав образованной Тюменской области.
- 6 декабря 1951 — Дмитриевский сельсовет переименован в Калиновский.
- 7 июня 1954 — упразднены Желнинский, Жидоусовский, Казанский, Лыкошинский и Новониколаевский сельсоветы.
- 28 июня 1956 — Тиханихинский и Стрельцовский сельсоветы объединены в Жидоусовский.
- 11 декабря 1958 — Алексеевский сельсовет переименован в Малокусерякский.
- 23 июля 1959 — упразднены Александровский и Преображенский сельсоветы.
- 6 августа 1959 — упразднён Жидоусовский сельсовет.
- 1 февраля 1963 — район упразднён. Территория вошла в состав Ишимского сельского района.
- 12 января 1965 — район вновь образован из 8 сельсоветов, входивших в него до упразднения, а также Балахлейского, Кротовского, Малоскарединского и Новопетровского сельсоветов Голышмановского района. Прокуткинский сельсовет остался в Ишимском районе.
- 30 июня 1966 — образован Покровский сельсовет. Малокусерякский сельсовет упразднён.
- 9 декабря 1970 — Кротовский, Малоскарединский и Новопетровский сельсоветы переданы во вновь образованный Аромашевский район.

## Муниципально-территориальное устройство
С 2015 года в Сорокинском муниципальном районе 7 сельских поселений, включающих 30 населённых пунктов:
| № | Сельские поселения                 | Административный центр | Количество населённых пунктов | Население | Площадь, км2 |
| - | ---------------------------------- | ---------------------- | ----------------------------- | --------- | ------------ |
| 1 | Александровское сельское поселение | село Александровка     | 3                             | ↘508      | 281,64       |
| 2 | Ворсихинское сельское поселение    | село Ворсиха           | 4                             | ↗962      | 303,31       |
| 3 | Готопутовское сельское поселение   | село Готопутово        | 7                             | ↗1166     | 500,41       |
| 4 | Знаменщиковское сельское поселение | село Знаменщиково      | 2                             | ↗226      | 173,88       |
| 5 | Пинигинское сельское поселение     | село Нижнепинигино     | 5                             | ↘664      | 270,46       |
| 6 | Покровское сельское поселение      | село Покровка          | 3                             | ↗365      | 541,20       |
| 7 | Сорокинское сельское поселение     | село Большое Сорокино  | 6                             | ↗5921     | 630,32       |

## Населённые пункты
| №  | Населённый пункт | Тип     | Население | Муниципальное образование          |
| -- | ---------------- | ------- | --------- | ---------------------------------- |
| 1  | Александровка    | село    | 549       | Александровское сельское поселение |
| 2  | Большое Сорокино | село    | ↗5490     | Сорокинское сельское поселение     |
| 3  | Бунькова         | деревня | 77        | Готопутовское сельское поселение   |
| 4  | Верхнепинигина   | деревня | 62        | Пинигинское сельское поселение     |
| 5  | Вознесенка       | деревня | 51        | Ворсихинское сельское поселение    |
| 6  | Ворсиха          | село    | 456       | Ворсихинское сельское поселение    |
| 7  | Воскресенка      | деревня | 35        | Сорокинское сельское поселение     |
| 8  | Городище         | деревня | 144       | Пинигинское сельское поселение     |
| 9  | Готопутово       | село    | 737       | Готопутовское сельское поселение   |
| 10 | Желнина          | деревня | 146       | Готопутовское сельское поселение   |
| 11 | Жидоусово        | село    | 206       | Готопутовское сельское поселение   |
| 12 | Знаменщиково     | село    | 258       | Знаменщиковское сельское поселение |
| 13 | Калиновка        | село    | 168       | Покровское сельское поселение      |
| 14 | Курмановка       | деревня | 96        | Ворсихинское сельское поселение    |
| 15 | Лебяжье          | деревня | 44        | Готопутовское сельское поселение   |
| 16 | Лыкошина         | деревня | 59        | Александровское сельское поселение |
| 17 | Московка         | деревня | 44        | Александровское сельское поселение |
| 18 | Нефтяник         | посёлок | 146       | Ворсихинское сельское поселение    |
| 19 | Нижнепинигино    | село    | 418       | Пинигинское сельское поселение     |
| 20 | Новониколаевка   | деревня | 77        | Сорокинское сельское поселение     |
| 21 | Новотроицк       | деревня | 81        | Сорокинское сельское поселение     |
| 22 | Осиновка         | село    | 283       | Сорокинское сельское поселение     |
| 23 | Петровка         | деревня | 98        | Пинигинское сельское поселение     |
| 24 | Покровка         | село    | 243       | Покровское сельское поселение      |
| 25 | Преображенка     | деревня | 51        | Покровское сельское поселение      |
| 26 | Рядовичи         | деревня | 159       | Пинигинское сельское поселение     |
| 27 | Сергина          | деревня | 30        | Знаменщиковское сельское поселение |
| 28 | Стрельцовка      | деревня | 37        | Сорокинское сельское поселение     |
| 29 | Тиханиха         | деревня | 85        | Готопутовское сельское поселение   |
| 30 | Черемшанка       | деревня | 96        | Готопутовское сельское поселение   |

### Упразднённые населённые пункты
В 2015 году упразднена деревня Рюмиха Знаменщиковского сельского поселения в связи с прекращением существования.
7 октября 2004 года была упразднена деревня Боевка.
9 ноября 2011 года была упразднена деревня Петропавловка.

## Экономика

### Транспорт
Протяженность автомобильных дорог в районе составляет 277 км, из них 181 км — с твердым покрытием. Из 31 населённых пункта 18 — связаны между собой капитальными дорогами.